# Восстание в Чечне (1708)
Восстание в Чечне произошло в начале 1708 года под предводительством Мурата Кучукова. Одной из причин восстания были злоупотребления царских воевод, находившихся в Терском городе и дискриминационная экономическая политика в отношении горцев. Восстание было первым выступлением подобного рода в Чечне.

## Причины
Царские наместники, используя важное экономическое и стратегическое положение Терского города, облагали горцев различными податями и пошлинами, вымогали у них взятки. Так, например, чеченцы, проживавшие в Терском городе, должны были платить пошлину при вывозе товаров к своим соплеменникам на остальной территории Чечни. Эти и другие поборы администрации фактически приводили к параличу экономической деятельности на значительной части региона.

## Мурат Кучуков
Биография Мурата Кучукова известна лишь в самых общих чертах. Он был уфимским феодалом, участвовавшим в башкирском восстании 1704—1711 годов. В 1707 году он перебрался в Чечню. Астраханский воевода Пётр Апраксин писал Петру I:
В прошлом 1707 году уфимский башкирец, который называл себя салтаном, был в Цареграде и в Крыму о башкирской измене и прибежав с Кубани, явился в горских народах, которые близ Терека называются чеченцы, мичкизы, аксайцы; и те народы прельстя, называя себя прямым башкирским салтаном и проклятова их закона басурманского святым, учинился над ними владельцем…

## Восстание
Под действием пропаганды Кучукова широкие народные массы поднялись на борьбу с местными князьями и администрацией Терского города. Основную часть восставших составляли окочане, их поддержали аксайцы, кумыки, казаки-раскольники, ногайцы, представители других местных народов, а также жители Кизляра. Социальный состав восставших также был пёстрым и включал в себя как бедных горцев, так и состоятельных, которых, однако, объединяло недовольство политикой русской администрации. Восставшие были чужды религиозных лозунгов, хотя Мурат Кучуков и признавался ими мусульманским святым.
Вскоре под началом Кучукова собралось более 1600 вооружённых бойцов. Посланные в город разведчики сообщили, что укрепления города находятся в плачевном состоянии, гарнизон малочислен, плохо экипирован и мало боеспособен. Используя эту информацию, восставшие на рассвете 12 февраля 1708 года предприняли штурм города. Первый приступ завершился к четырём часам пополудни следующего дня серьёзным успехом восставших. В ходе боя и после него было сожжено и разрушено много укреплений и административных зданий. Оборонявшиеся понесли тяжёлые потери, многие из них попали в плен. Осаждавшие захватили десять пушек. Однако полностью овладеть крепостью не удалось.
Русские стали спешно присылать помощь защитникам города. Так, граф Пётр Апраксин послал подкрепление в количестве 1850 человек, а его союзник, калмыцкий князь Аюка-хан — 8000 человек. По этой причине последующие атаки восставших не принесли им успеха. 26 февраля у стен крепости произошло решающее сражение, в котором восставшие были разгромлены, а Мурат Кучуков — пленён. В соответствии с приказом Петра I, Кучуков был повешен за ребро на крюке.